# The Red Death
The Red Death war eine US-amerikanische Band aus Bath (New York).

## Geschichte
2002 wurde die Band von Sänger Paul Hamblin, Gitarrist Josh Williammee und Brian Van Gelder, Schlagzeuger Graham Mitchell und Bassist Karl Janovec gegründet.
Gitarrist Brian Van Gelder verließ die Band 2003 und wurde durch Nate Golia ersetzt, der aus der Nähe stammte Rochester (New York) und vorher in der Band Warblade spielte.
Mitte 2003 hatte die Band eine kleine Tour mit der Screamo-Band Shadows and the Silence aus Virginia. Der Bassist dieser Band, Dominic Mastronunzio, stammte aus Bath und ersetzte Karl Janovec im Sommer des nächsten Jahres. Auf einer Drei-Wochen-Tour mit With Resistance aus New Jersey kam The Red Death mit Metal Blade Records zusammen und unterschrieb im Herbst 2004 einen Plattenvertrag. Danach hatte die Band Touren durch die ganzen USA mit anderen Interpreten wie From a Second Story Window, The Acacia Strain, Undying, Through the Eyes of the Dead und Accursed Dawn.
Gitarrist Nate Golia verließ die Band um sich auf die Schule konzentrieren zu können. Ihn ersetzte Aaron Conti (Ex-If Hope Dies). Die jüngste Veränderung der Besetzung besteht in Bassist Jordan Rathbun, der Dominic Mastronunzio ersetzt.
Am 18. April 2005 veröffentlichte die Band ihr erstes Long-Play-Album, External Frames of Reference.
Nachdem im April 2008 ihr zweites Studioalbum Godmakers veröffentlicht worden war, gaben The Red Death noch im Sommer desselben Jahres ihre Auflösung bekannt.

## Stil
Die Band spielt einen etwas melancholischen Stil aus melodischem Death- und Thrash Metal mit Metalcore-Elementen.
Auf ihrer Myspace-Seite beschreibt die Band ihre Einflüsse mit schwedischem Thrash Metal, amerikanischem Death Metal, europäischen Power-Metal-Melodien und einem „Spritzer“ ebenfalls amerikanischem Hardcore.

## Diskografie
- 2005: External Frames of Reference (Album, Metal Blade Records)
- 2008: Godmakers (Album, Ferret Music)